# Frøken Julie 1970
Frøken Julie 1970 (også kaldet Frk. Julie 1970) er en dansk kortfilm fra 1969 instrueret af Kirsten Stenbæk efter manuskript af Bent Grasten og Kirsten Stenbæk.

## Handling
Kortfilmen er en moderne parafrase i musikalsk collageform over Strindbergs grumme naturalistiske skuespil Frøken Julie om adelsfrøkenen Julie og lakajen Jean.

## Medvirkende
- Otto Brandenburg
- Rosita Thomas, Julie
- Peter Steen, Jean
- Birgit Zinn, Kristine